# Zuid-Eierland
Zuid-Eierland is een buurtschap in het dorp De Cocksdorp in de gemeente Texel in de provincie Noord-Holland.
Zuid-Eierland ligt in de polder Eierland van het Nederlandse waddeneiland Texel. De plaats ligt in het zuiden van de polder.
Van oorsprong ligt de plaats in de kwelder tussen de eilanden Eierland en Texel. De kwelder was ontstaan nadat in 1610 de Zandijk die de twee eilanden met elkaar verbond, werd aangelegd. In 1835 richtte de uit Antwerpen afkomstige Nicolas Joseph De Cock samen met enkele andere heren een NV op die de kwelder tussen Eierland en Texel zou inpolderen voor agrarisch gebruik. In de nieuw aangelegde polder Eierland werd in 1836 ook een dorp gesticht dat aanvankelijk Nieuwdorp heette, maar dat later naar hem genoemd werd: De Cocksdorp. Wat later werden nog twee woonkernen gesticht: Midden-Eierland en Zuid-Eierland.
Vlak bij de plaats ligt het vliegveld van Texel. Tegenwoordig is het vliegveld het middelpunt van diverse activiteiten met name door de sportvliegtuigen uit binnen- en buitenland, die zorgen voor rondvluchten, parachutisten, zweefvliegtuigen, reclamevluchten. Ook landen en stijgen er helikopters op die zorgen voor de bevoorrading van de booreilanden in de Noordzee.
Dorpen en gehuchten: 't Horntje · De Cocksdorp · De Koog · De Waal · Den Burg · Den Hoorn · Oosterend · Oudeschild

Buurtschappen: Bargen · Burger Nieuwland · De Kuil · De Naal ·  De Nes · De Westen · Dijkmanshuizen · Driehuizen · Harkebuurt · Het Noorden · Midden-Eierland · Molenbuurt · Nieuweschild · Noord Haffel · Noorderbuurt · Ongeren · Oost · Spang · Spijkdorp · Tienhoven · Westergeest · Westermient · Zevenhuizen · Zuid-Eierland · Zuid Haffel

Noord-Holland: Steden en dorpen in Noord-Holland      Nederland: Provincies · Gemeenten